# Frontera entre Costa Rica y Nicaragua
La frontera entre Costa Rica y Nicaragua es un límite internacional de 309 km de longitud y en dirección este-oeste, que separa el norte del territorio Costa Rica de Nicaragua, extendiéndose entre las costas del mar Caribe (al oriente) y el océano Pacífico (al occidente). Pasa casi directamente por el lago Cocibolca y el río San Juan.

## Historia
Ambas naciones integraron la República Federal de Centroamérica desde 1824 hasta 1838, cuando esta federación se disolvió. A partir de ese momento se creó esta frontera.
Tras la anexión costarricense de Nicoya en 1824, Nicaragua le reclamó en reiteradas ocasiones a dicho país este territorio. Con el objetivo de solucionar esta cuestión se suscribieron los tratados Oreamuno-Buitrago (1838), Madriz-Zavala (1846), Molina-Juárez (1848), Molina-Marcoleta (1854), Cañas-Juárez (1857) y Cañas-Martínez (1857), pero ninguno llegó a ser ratificado, al igual que tampoco dieron resultado las proposiciones Webster-Crampton (1852).
En abril de 1858 el gobierno nicaragüense envió a Costa Rica a su Ministro Plenipotenciario Máximo Jerez Tellería con el fin de negociar un nuevo acuerdo; Costa Rica por su parte designó a José María Cañas Escamilla. Finalmente el 15 de abril se suscribió el Tratado Cañas-Jerez, que fue aprobado por ajustada mayoría en el Congreso de Costa Rica y también por la Asamblea Constituyente de Nicaragua. El entonces presidente de Costa Rica Juan Rafael Mora Porras viajó a Rivas, en Nicaragua, y en esa ciudad tuvo lugar el canje del tratado con el presidente de ese país, Tomás Martínez Guerrero. Según el Tratado Cañas-Jerez, el río San Juan pertenece a Nicaragua, incluyendo la margen derecha, pero Costa Rica guarda derechos de navegación comercial (excepto naves de guerra y de policía).
Al despuntar la década de 1870 Nicaragua empezó a objetar la validez del Tratado Cañas-Jerez. Para solucionar la disyuntiva se efectuaron las negociaciones Herrera-Zavala (1872) y Víquez-Pasos (1886), además de las firmas de los tratados Zambrana-Álvarez (1883) y Castro-Navas (1884), pero no se logró llegar a un arreglo. A principios del año 1886 hubo otra agudización de las tensiones entre Costa Rica y Nicaragua, y gracias a la mediación de Guatemala se logró suscribir una convención arbitral, que firmaron los licenciados Ascensión Esquivel Ibarra por Costa Rica y José Antonio Román por Nicaragua. En la Convención Esquivel-Román se acordó someter la cuestión de la validez del Tratado Cañas-Jerez al arbitraje del presidente de los Estados Unidos. El 22 de marzo de 1888 el presidente Grover Cleveland reconoció la validez del acuerdo Cañas-Jerez. El Laudo Cleveland también aclaró varios puntos de dudosa interpretación en el convenio limítrofe.
Una demanda de Costa Rica para obtener derechos de navegación para obtener un control más eficaz de las fronteras está en discusión en la Corte Internacional de Justicia de La Haya. Por otra parte la isla Calero, que se encuentra en la desembocadura del río, fue objeto de un litigio entre ambos países.
En 2010, el viceministro de Relaciones Exteriores de Costa Rica, Carlos Roverssi, se quejó de que el mapa publicado por Google Maps en la frontera entre los dos estados tenía errores que permitieron la entrada del personal militar nicaragüense en Costa Rica. El mapa del Instituto Nicaragüense de Estudios Territoriales (INETER) coincide con el Instituto Geográfico Nacional de Costa Rica, ambos basados en el Tratado Cañas-Jerez firmado en 1858 y el Laudo Cleveland de 1888.

## Descripción de la frontera

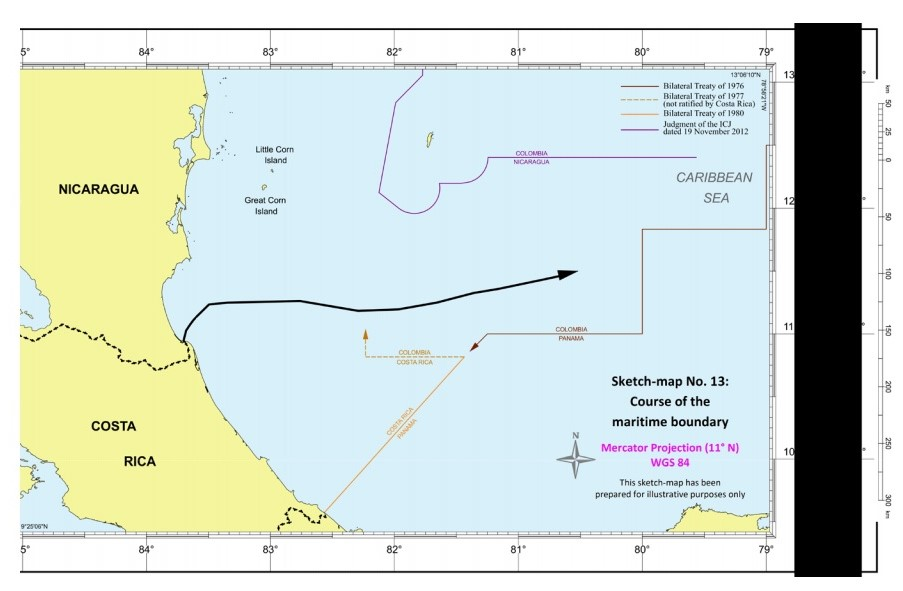
Límites marítimos definidos por la CIJ en 2018.

El límite separa, de este a oeste, las siguientes regiones:
- Departamentos de Nicaragua: Río San Juan, Rivas.
- Provincias de Costa Rica: Limón, Heredia, Alajuela y Guanacaste.

La frontera entre ambos países consiste en un largo y quebradizo trecho que discurre entre tres zonas: la costa costera del Pacífico, la zona del rio San Juan y la zona costera del Caribe. Mediante el Tratado Cañas-Jerez de 1858 fue demarcada la frontera actual, definida por los siguientes puntos:

- Parte de la punta Castilla en la desembocadura del río San Juan en el mar Caribe.
- Continua a lo largo de la rivera derecha, río arriba, a un punto a tres millas inglesas del fuerte Castillo Viejo.
- Sigue hacia el oeste, haciendo una curva equidistante de un radio de tres millas desde el fuerte, y luego continua dos millas inglesas al sur de la rivera derecha del río, luego continua dos millas al sur de la orilla del lago Cocibolca antes de encontrarse con el río Sapoá.
- Finalmente la frontera sigue una línea recta hasta el centro de bahía Salinas en el océano Pacífico.